# Drava Valles
Le Drava Valles sono una struttura geologica della superficie di Marte.